# Вестпорт (Нова Зеландія)
Вестпорт (англ. Westport) — місто в Новій Зеландії, адміністративний центр округу Баллер у регіоні Вест-Кост.

## Географія
Вестпорт розташовується на західному березі Південного острова у північній частині провінції Вест-Кост.

### Клімат
Місто знаходиться у зоні, котра характеризується морським кліматом. Найтепліший місяць — лютий із середньою температурою 16.7 °C (62.1 °F). Найхолодніший місяць — липень, із середньою температурою 8.7 °С (47.7 °F).
| Клімат Вестпорта        | Клімат Вестпорта | Клімат Вестпорта | Клімат Вестпорта | Клімат Вестпорта | Клімат Вестпорта | Клімат Вестпорта | Клімат Вестпорта | Клімат Вестпорта | Клімат Вестпорта | Клімат Вестпорта | Клімат Вестпорта | Клімат Вестпорта | Клімат Вестпорта |
| Показник                | Січ.             | Лют.             | Бер.             | Квіт.            | Трав.            | Черв.            | Лип.             | Серп.            | Вер.             | Жовт.            | Лист.            | Груд.            | Рік              |
| Абсолютний максимум, °C | 28,5             | 28,3             | 24,7             | 24,7             | 21,4             | 19               | 17,8             | 18,2             | 19,7             | 21,3             | 23,6             | 25,4             | 28,5             |
| Середній максимум, °C   | 19,9             | 20,5             | 19,1             | 17               | 15               | 13,1             | 12,6             | 13,1             | 14,2             | 15,3             | 16,7             | 18,3             | 16,2             |
| Середня температура, °C | 16,3             | 16,7             | 15,3             | 13,2             | 11,2             | 9,3              | 8,7              | 9,3              | 10,7             | 11,8             | 13,2             | 15               | 12,6             |
| Середній мінімум, °C    | 12,6             | 12,8             | 11,5             | 9,4              | 7,5              | 5,6              | 4,8              | 5,5              | 7,2              | 8,3              | 9,7              | 11,6             | 8,9              |
| Норма опадів, мм        | 180              | 150              | 160              | 170              | 160              | 190              | 170              | 180              | 160              | 200              | 170              | 200              | 2150             |
| Днів з дощем            | 14,4             | 13,1             | 15,1             | 15,3             | 18,2             | 19,1             | 16,6             | 19,9             | 20,7             | 20,4             | 17,7             | 18,5             | 209              |
| Вологість повітря, %    | 78               | 80               | 81               | 84               | 85               | 85               | 86               | 83               | 79               | 79               | 80               | 80               | 82               |
| ----------------------- | ---------------- | ---------------- | ---------------- | ---------------- | ---------------- | ---------------- | ---------------- | ---------------- | ---------------- | ---------------- | ---------------- | ---------------- | ---------------- |
| Джерело: Weatherbase    |                  |                  |                  |                  |                  |                  |                  |                  |                  |                  |                  |                  |                  |